# Резолюция 211 на Съвета за сигурност на ООН
Резолюция 211 на Съвета за сигурност на ООН е приета на 20 септември 1965 г. по повод индо-пакистанския спор за областта Кашмир.
Резолюцията 211 е приета, след като Съветът за сигурност разглежда докладите на генералния секретар на ООН относно проведените от него консултации с правителствата на Индия и Пакистан и след като Съветът изслушва изявленията на представителите на тези страни, поканени на заседанието му. Обезпокоен от продължаващите сражения в оспорваната област, Съветът за сигурност постановява, че пълно прекратяване на огъня в областта трябва да бъде обявено в 07:00 часа̀ Гринуичко време на 22 септември 1965 г., и изисква от правителствата на Индия и Пакистан да издадат съответни заповеди за спиране на огъня в посочения момент и за пълно оттегляне на въоръжените им сили на позициите им отпреди 5 август 1965 г. Резолюцията призовава всички държави да се въздържат от действия, които биха утежнили обстановката в областта, и приканва генералния секретар да окаже необходимото съдействие, за да се осигури наблюдение върху спазването на примирието и изтеглянето на въоръжените части. Освен това Съветът за сигурност решава, веднага щом параграф 1 на Резолюция 210 бъде изпълнен, той да обсъди какви стъпки биха могли да се предприемат за пълно решаване на политическия проблем, залегнал в основата на конфликта в Кашмир, като междувременно призовава правителствата на Индия и Пакистан да използват за тази цел всички мирни средства, включително и тези, изброени в член 33 от Харата на Обединените нации.
Текстът на Резолюция 211 е приет с мнозинство от десет гласа за при един въздържал се от страна на Йордания.